# Schlacht von Vauquois
Die Schlacht von Vauquois wurde in den Jahren 1914 bis 1918 um die in der Gemeinde Vauquois liegende Anhöhe von Vauquois (französisch: Butte de Vauquois) ausgetragen. Diese Anhöhe war Schauplatz eines der größten Minenkrieges des Ersten Weltkriegs. 519 Minensprengungen sind bekannt, 199 deutsche und 320 französische. Im Laufe der Schlacht von Vauquois verloren ungefähr 14.000 Soldaten ihr Leben.

## Geografie

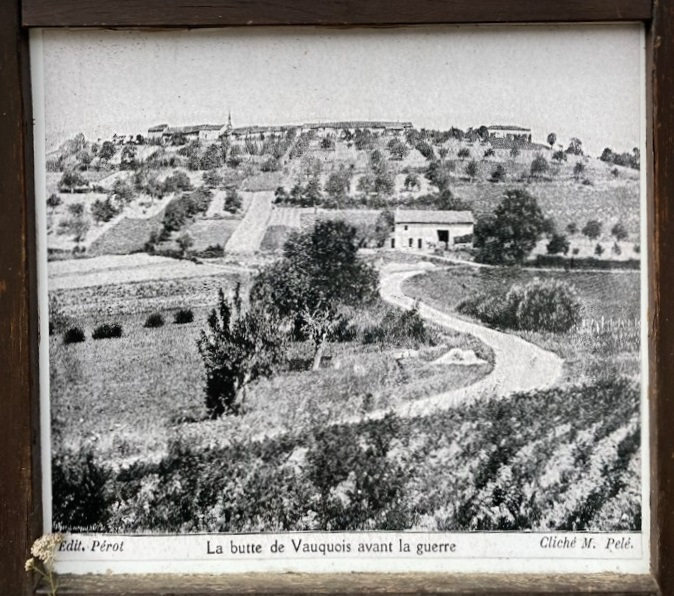
Die Anhöhe von Vauquois vor dem Ersten Weltkrieg

Die Gemeinde Vauquois liegt 25 Kilometer nordwestlich von Verdun am Ostrand der Argonnen, die zwischen Maas, Marne und den Ardennen liegen. Im Gemeindegebiet von Vauquois liegt die 290 Meter hohe Anhöhe Butte de Vauquois, die sich etwa 130 m über die Ebene erhebt. Auf ihm stand vor dem Ersten Weltkrieg das Dorf Vauquois.

## Schlacht von Vauquois
Die Schlacht von Vauquois war ein wesentlicher Kriegsschauplatz des Ersten Weltkrieges. Die Anhöhe von Vauquois dominiert die gesamte Region im Osten des Argonner Waldes (Forêt d’Argonne) und wurde vom deutschen und französischen Generalstab als strategisch sehr wichtiger Beobachtungspunkt und Sperrriegel eingeschätzt. So konnten von dort aus die feindlichen Nachschubwege im Hinterland beobachtet und das Artilleriefeuer im Raum Verdun geleitet werden.

### Bewegungskrieg
Am 4. September 1914 begannen die Kampfhandlungen um die Anhöhe von Vauquois im Rahmen eines Bewegungskrieges, als die deutschen Truppen auf ihrem Vormarsch die Anhöhe besetzten, nachdem zuvor die 168 Einwohner des Dorfes evakuiert worden waren. Am 15. September bezogen Truppen der französischen 9. Infanteriedivision eine Stellung auf der Anhöhe von Vauquois, nachdem die kaiserlichen Truppen sich infolge der abgebrochenen Schlacht an der Marne zurückgezogen hatten. Am 24. September griffen Truppen des deutschen Kaiserreiches die Stellungen auf dem Hügel an und vertrieben das 82. französische Infanterieregiment. Die Deutschen bauten den Hügel zu einer Festung aus, die mit etwa 3.300 Soldaten besetzt wurde. Die Stellung wurde von Artilleriegeschützen gedeckt, die in den Wäldern von Cheppy und Montfaucon stationiert waren.
Von Oktober 1914 bis Februar 1915 wurden mehrere französische Gegenangriffe durchgeführt, die sehr große Menschenopfer forderten, da sie anfangs ohne Artillerievorbereitung und nur mit dem Bajonett durchgeführt wurden. Es gelang schließlich den französischen Truppen bis an den südlichen Rand des Hügels vordringen.

### Große Angriffe
Ab dem 17. Februar 1915 erschöpften aufeinanderfolgende und von Artilleriefeuer begleitete Angriffswellen den deutschen Widerstand. Bei diesen Angriffen wurden auch die ersten vier französischen Minen mit 25 kg und 50 kg Sprengstoff auf halber Hanghöhe zur Explosion gebracht, um so Breschen in den Stacheldrahtverhau der Verteidiger zu reißen. Viermal wurde das Dorf Vauquois von französischen Truppen zurückerobert und wieder verloren. Hierbei wurde von beiden Seiten eine neue Nahkampfwaffe eingesetzt; der Flammenwerfer.  Der letzte und schließlich erfolgreiche Angriff dauerte fünf Tage, vom 28. Februar bis zum 4. März 1915.  Gekämpft wurde rund um die Uhr, unerbittlich und in schrecklichen Nahkämpfen. Die Verluste waren beträchtlich: 700 Tote, 2600 Verwundete, 800 Vermisste auf französischer Seite. Der Blutzoll auf deutscher Seite war ähnlich hoch: „Am Morgen des 4. März, als der Tag anbrach, sah man das Schlachtfeld mit Leichen und Sterbenden bedeckt und die elenden Schützengräben mit Verwundeten gefüllt. Ein schwerer Tribut für wenig Gewinn“, heißt es im Geschichtsbuch des 144. Infanterieregiments. Nach fünf Monaten erbitterter Kämpfe und etwa 3.000 gefallenen Soldaten gelang es den französischen Truppen, den südlichen Rand der Bergspitze zu erobern, und ihre Positionen im mittleren Teil des Dorfes zu festigen.

### Minenkrieg

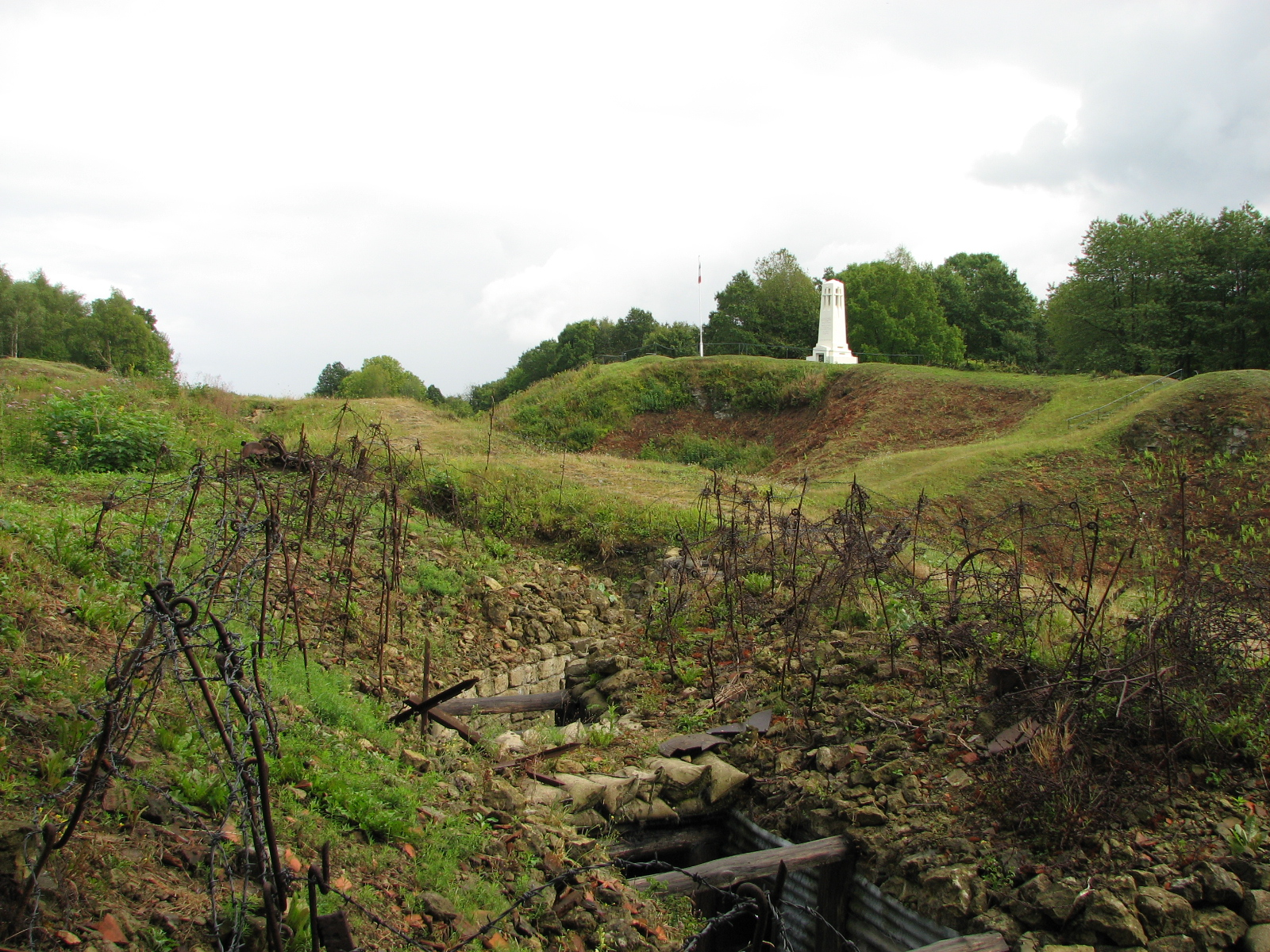
Minenkrater auf der Anhöhe von Vauquois

Ab Mitte März 1915 stabilisierten sich die Stellungen entlang der in Ostwestrichtung verlaufenden Straße von Vauquois; die französischen Truppen lagen auf der Südseite des zerstörten Dorfes, die deutschen nur wenige Meter entfernt auf der Nordseite. Der Stellungskrieg begann und die Pioniere und Sappeure begannen, lange Stollen in den Hügel zu graben. Um dem Gegner die größtmöglichen Verluste zuzufügen, versuchten sie, die feindliche Stellung unterirdisch zu erreichen, dort geräumige Kammern mit Sprengstoff zu füllen, und ferngesteuert zur Explosion zu bringen. Es ist der Beginn des Minenkrieges. Die Anhöhe von Vauquois war wie ein gigantischer Termitenhügel von Gängen und Kammern durchzogen. Die unterirdische Anlage reichte auf verschiedenen Ebenen über eine Länge von 1.500 m vom äußersten Osten bis zum sogenannten V de Vauquois im Westen. Das V de Vauquois ist ein Felsvorsprung, der etwa 1 km südöstlich von Vauquois liegt. Das „V“ leitet sich von der besonderen Form des damaligen Weges von Vauquois nach Boureuilles ab. In einer Breite von 50 bis 250 m und einer Tiefe von 10 bis 50 m wurden Stollen und Schächte einer Gesamtlänge von 22 km angelegt. 17 km Stollen und 184 Räume bildeten die unterirdische deutsche Kaserne. Ungefähr 5 km Stollen und einige Gefechtsstände sind es auf französischer Seite. Tausende Tonnen an Argonner Gestein, Pläner genannt (französisch: Gaize), wurden abgebaut.

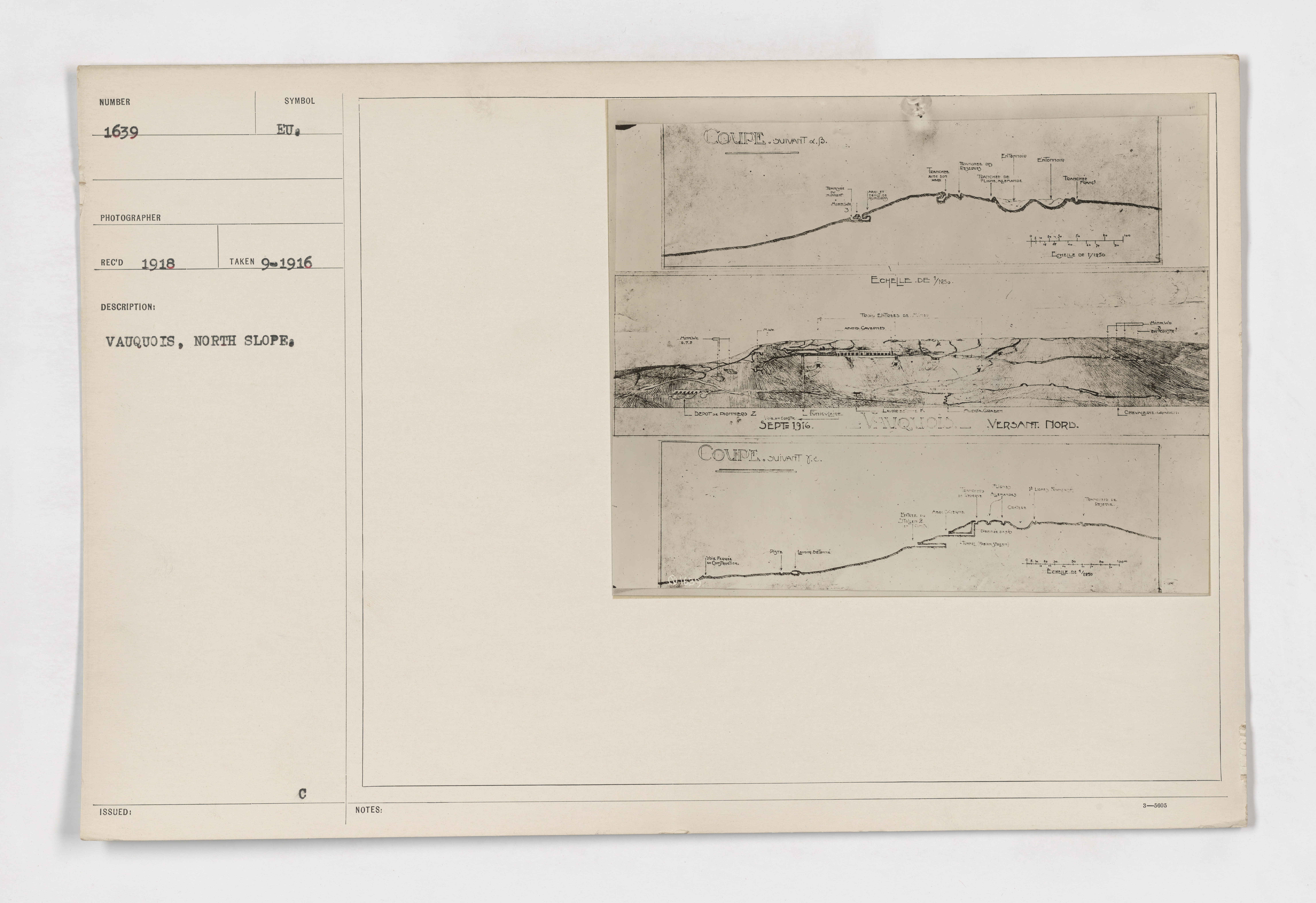
Stollen im Nordhang der Anhöhe

Am 3. März 1916 explodierte eine erste große deutsche Mine mit vier Tonnen Sprengstoff östlich des Hügels, wobei elf französische Soldaten getötet wurden. Die Franzosen antworteten am 23. März, indem sie unter der deutschen befestigten Stellung bei der Kirche von Vauquois zwölf Tonnen Sprengstoff zur Explosion brachten und 30 Männer töteten. Die Minen wurden mit der Zeit immer tiefer gelegt, so dass die Sprengladungen immer größer werden mussten. Am 14. Mai sprengten die Deutschen im Westen eine Mine mit 60 Tonnen Sprengstoff, die einen Teil der 1. und 2. französischen Linie zerstörte und 108 Soldaten verschüttete. Die Explosion riss einen Krater von über 25 m Tiefe und 100 m Länge. Es war die stärkste Explosion in dieser Schlacht. Eine andere Quelle spricht von einem 40 m tiefen Krater mit 80 m Durchmesser und der schwersten Explosion des ganzen Krieges. In den folgenden Monaten explodierten weitere Minen, jedoch in geringerem Ausmaß. Auf beiden Seiten wurden die Stollenarbeiten des Gegners genau überwacht und es wurden Gegenminen oder Camouflets gegraben. Bei den Minenarbeiten kam es zu zahlreichen Unfällen, sowohl beim Bohren der Stollen in einer durch die zahlreichen Stollen und Explosionen geschwächten Gesteinsstruktur, als auch beim Transport der Sprengstoffe in den engen Gängen. Mit der 1917 einsetzenden Entwicklung neuer Überwachungsinstrumente wie Flugzeuge und Ballone verlor die Anhöhe von Vauquois seine strategische Bedeutung. Am 21. März 1918 wurde die letzte französische Mine gezündet und am 9. April 1918 die letzte deutsche. Letztendlich wurden in Vauquois 519 Explosionen gezählt, 199 von Deutschen verursachte und 320 französische. Enorme Mengen der Sprengstoffe Westfalit, Perdit, Cheddite und Schwarzpulver wurden verbraucht, Schätzungen gehen von etwa 1.000 t aus.

### Kriegsende

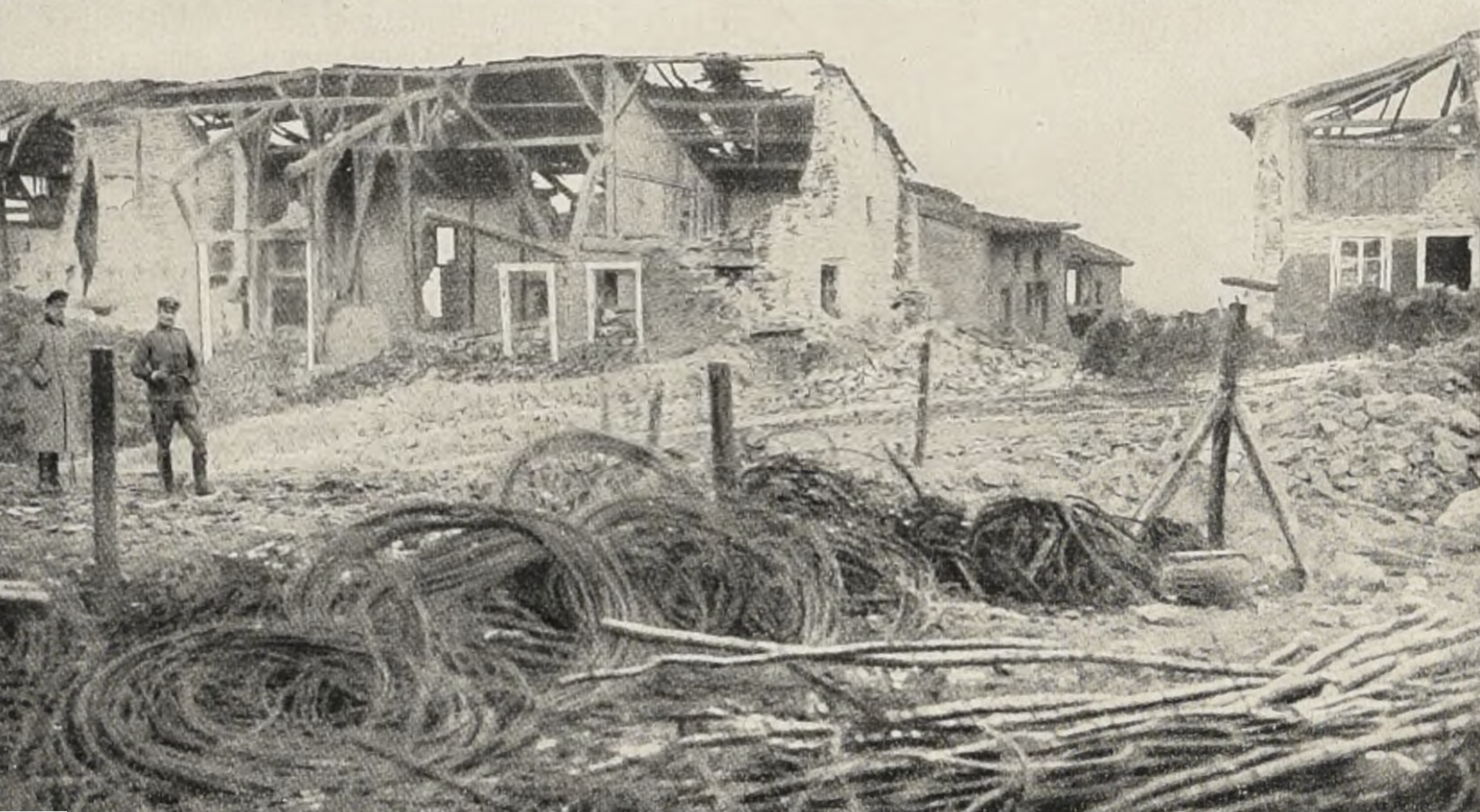
Vauquois nach dem Ersten Weltkrieg

Nach Beendigung des Minenkriegs im April 1918 wurden im Mai und Juni 1918 die französischen Truppen von italienischen abgelöst. Diese wurden später durch die 35. amerikanische Division ersetzt. Die deutsche Stellung wurde zu dieser Zeit nur noch von etwa 200 Mann der kaiserlichen Leibgarde gehalten. Am 26. September 1918 ab 5 Uhr 30 war die Anhöhe von den Amerikanern unter starken Artilleriebeschuss genommen worden, bei dem zahlreiche Stolleneingänge zerstört wurden. Der Hügel wird nach erbittertem Widerstand der Leibgarde von den Amerikanern eingenommen.
Im Laufe der Schlacht von Vauquois haben ungefähr 14.000 Soldaten ihr Leben verloren; 8.000 französische, 6.300 deutsche und 100 amerikanische.

### Wertung der Vorgänge um die Schlacht von Vauquois
Neben Vauquois litten während des Ersten Weltkrieges auch andere Orte in Frankreich unter dem Minenkrieg wie beispielsweise Les Éparges, der Argonnerwald, die Hauts de Champagne, die Höhe 108 in Berry-au-Bac, der Kamm von Vimy. Vauquois ist jedoch der einzige Ort, der folgende drei Merkmale aufweist:
- Das Dorf Vauquois wurde vollkommen zerstört und die Kämpfe wurden in dem Hügel unter dem Dorf verlegt;
- Eine ausgedehnte unterirdische Stadt wurde in der Anhöhe von Vauquois errichtet mit unterschiedlich genutzten Vierteln wie Kasernen, Sanitäranlagen, Depots, Elektrizitäts- und Druckluftzentralen, Kommando- und Kommunikationsposten;
- Unterschiedliche Taktiken des Stellungs- und Minenkriegs wurden angewandt und schrittweise weiterentwickelt, um die Einrichtungen des Gegners zu zerstören beziehungsweise dessen Pläne zu vereiteln, ohne die geringste Aussicht auf einen Durchbruch durch einen Infanterieangriff zu haben.

## Gedenken

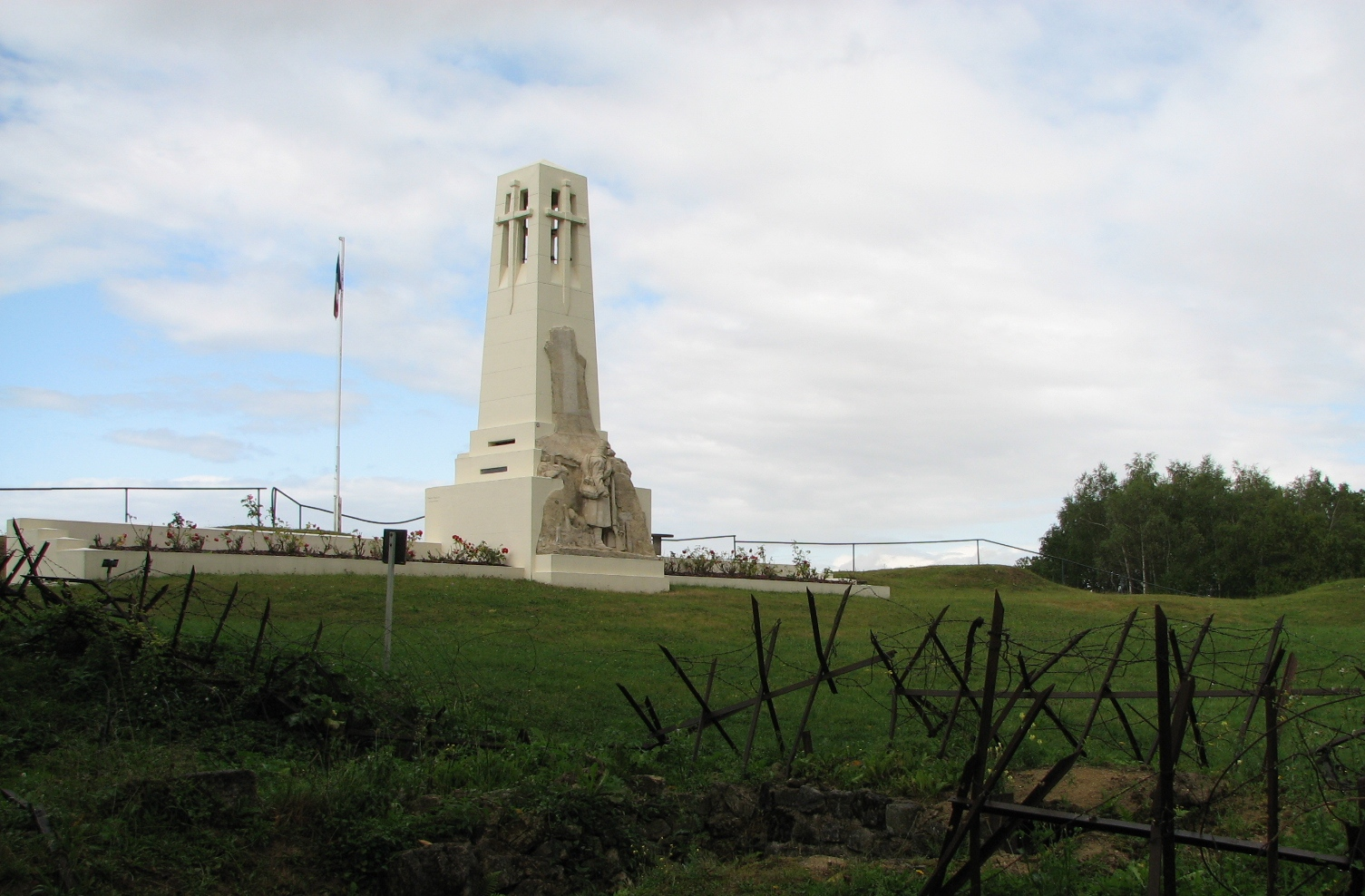
Denkmal für die Kämpfer und die in der Schlacht von Vauquois gefallenen Soldaten

Aufgrund der Bedrohung durch nicht explodierte Granaten und Minen wurde den ehemaligen Bewohnern von Vauquois der Zugang zu der Anhöhe verwehrt und die Anhöhe wurde als Zone Rouge eingestuft. Ab 1920 wurde ein neues Dorf am Fuße der Anhöhe errichtet und 1923 wurde ein Soldatenfriedhof eingerichtet, auf dem 4.368 gefallene französische Soldaten bestattet wurden. Am 20. Juni 1926 wurde das von Marius Roussel, entworfene Vauquois-Denkmal für die Kämpfer und Gefallenen der Schlacht von Vauquois eingeweiht.
Die Anhöhe von Vauquois ist ein seit 1918 unveränderter Ort, der zum „Monument Historique“ erklärt wurde, an dem die Auswirkungen des Krieges für kommende Generationen bewahrt werden sollen.

## Persönlichkeiten, die bei Vauquois gekämpft haben
- Harry S. Truman (1884 – 1972), Präsident der Vereinigten Staaten von Amerika 1945 bis 1953.[10]
- George Patton (1885 – 1945),  General der US Army.[11]